# Hájek (district de Karlovy Vary)
Pour les articles homonymes, voir Hájek.
Hájek (en allemand : Grasengrün) est une commune du district et de la région de Karlovy Vary, en République tchèque. Sa population s'élevait à 641 habitants en 2021.

## Géographie
Hájek se trouve à 3 km au sud-sud-ouest d'Ostrov, à 7 km au nord-nord-est de Karlovy Vary et à 111 km à l'ouest-nord-ouest de Prague.
La commune est limitée par Hroznětín au nord-ouest, par Ostrov au nord-est et à l'est, par Sadov au sud et au sud-ouest.

## Histoire
La première mention écrite de la localité date de 1409.